# Cobblestone Records
Cobblestone Records war ein von Ende der 1960er bis in die frühen 1970er Jahre bestehendes US-amerikanisches Plattenlabel.
Cobblestone war zunächst 1968/69 als Sublabel von Buddah Records ein Plattenlabel für Singles-Veröffentlichungen für Popbands und Musiker wie Freddy Robinson, Alohe Burke oder The Countdown 5, darunter auch Soul-Jazz-Aufnahmen des Saxophonisten Joe Thomas, die dann 1972 auf dem ersten Album des Labels erschienen (Comin' Home). Nachdem die Singles-Reihe eingestellt worden war, etablierte Joe Fields 1971 in New York City eine Neuausrichtung des Labels als Sublabel für Jazz-LPs. Die von Don Schlitten in den frühen 1970er Jahren produzierten Alben enthielten u. a. Musik von Hermeto Pascoal, Elmore James, Grant Green, Richard Davis, Freddie McCoy, Neal Creque, Eric Kloss, Ruth Brown, Chuck Rainey, Cedar Walton/Hank Mobley, Jimmy Heath, Sonny Stitt, Pat Martino, Bobby Pierce, Harold Ousley, Gary McFarland, Steve Kuhn, Bobby Jones, Norman Connors, Emmanuel Rahim sowie eine sechs LPs umfassende Dokumentation des Newport Jazz Festival (Newport in New York '72). Weitere Produzenten waren Michael Cuscuna und Fred Seibert. Einige der Cobblestone-Veröffentlichungen erschienen in späteren Jahren auf Muse Records, das Fields mit Don Schlitten gegründet hatte.